# Spiropterakarzinom

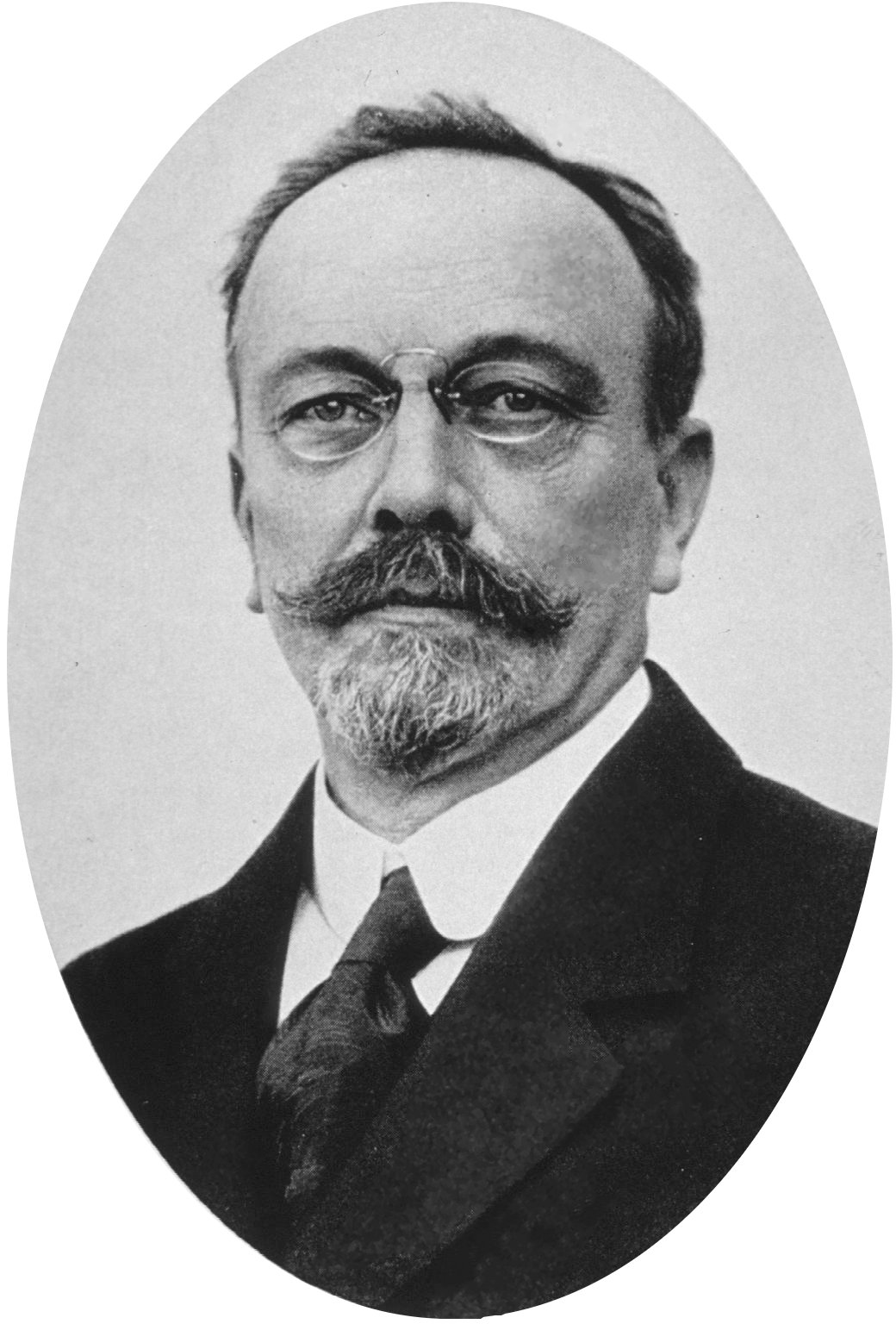
Johannes Fibiger (* 23. April 1867 in Silkeborg, Dänemark; † 30. Januar 1928 in Kopenhagen)

Das Spiropterakarzinom ([ʃpiˈrɔpterakarʦiˌnoːm], auch: [sp…]) oder Spiropterenkarzinom ist eine im Magen von mit Spiroptera infizierten Versuchsratten auftretende krankhafte Gewebevermehrung, die von ihrem Entdecker, dem dänischen Pathologen Johannes Fibiger, irrtümlich als Krebserkrankung interpretiert wurde. Damit schien bewiesen, dass Krebs eine Infektionskrankheit ist. Für diesen scheinbaren Nachweis erhielt Fibiger 1927 den Nobelpreis für Physiologie oder Medizin für das Jahr 1926.
Der Irrtum stellte sich erst 1935 heraus. Das Spiropterakarzinom gilt seither als der am höchsten prämierte Wissenschaftsirrtum. Die Ursachen für diesen Irrtum waren im Wesentlichen methodische Fehler und Fibigers einseitige Interpretation der Versuchsdaten. Ungeachtet dessen hatte das Spiropterakarzinom einen großen Einfluss auf die experimentelle Krebsforschung, die dadurch neue Impulse erhielt und in der Folge einige herausragende Forschungsergebnisse generierte.
70 Jahre nach Fibigers vermeintlicher Entdeckung des Spiropterakarzinoms wurde bei Gastritis-Patienten das Bakterium Helicobacter pylori entdeckt, das weltweit für die meisten Fälle von Magenkrebs verantwortlich ist.

## Das onkologische Wissen zur Zeit Fibigers

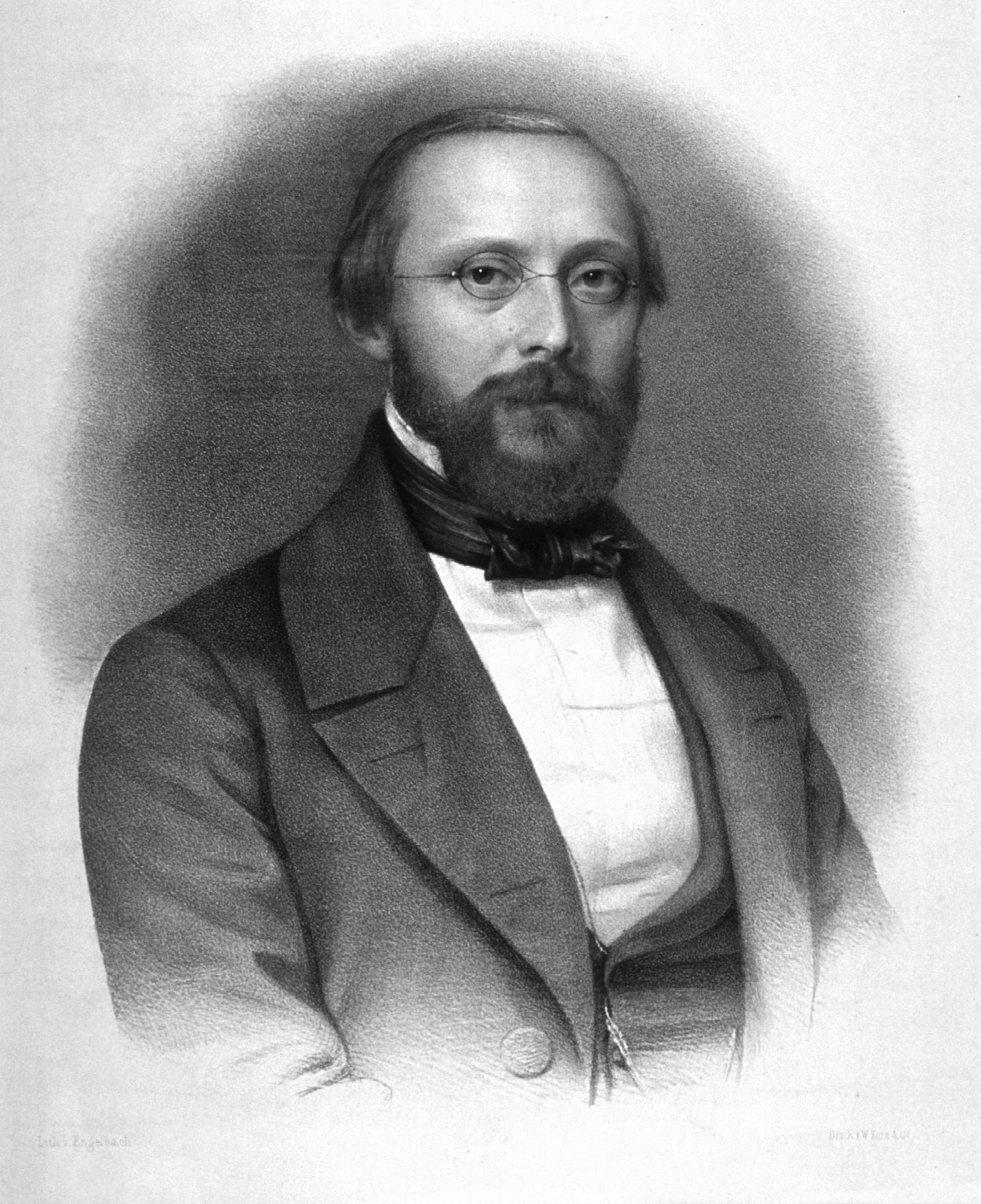
Rudolf Virchow

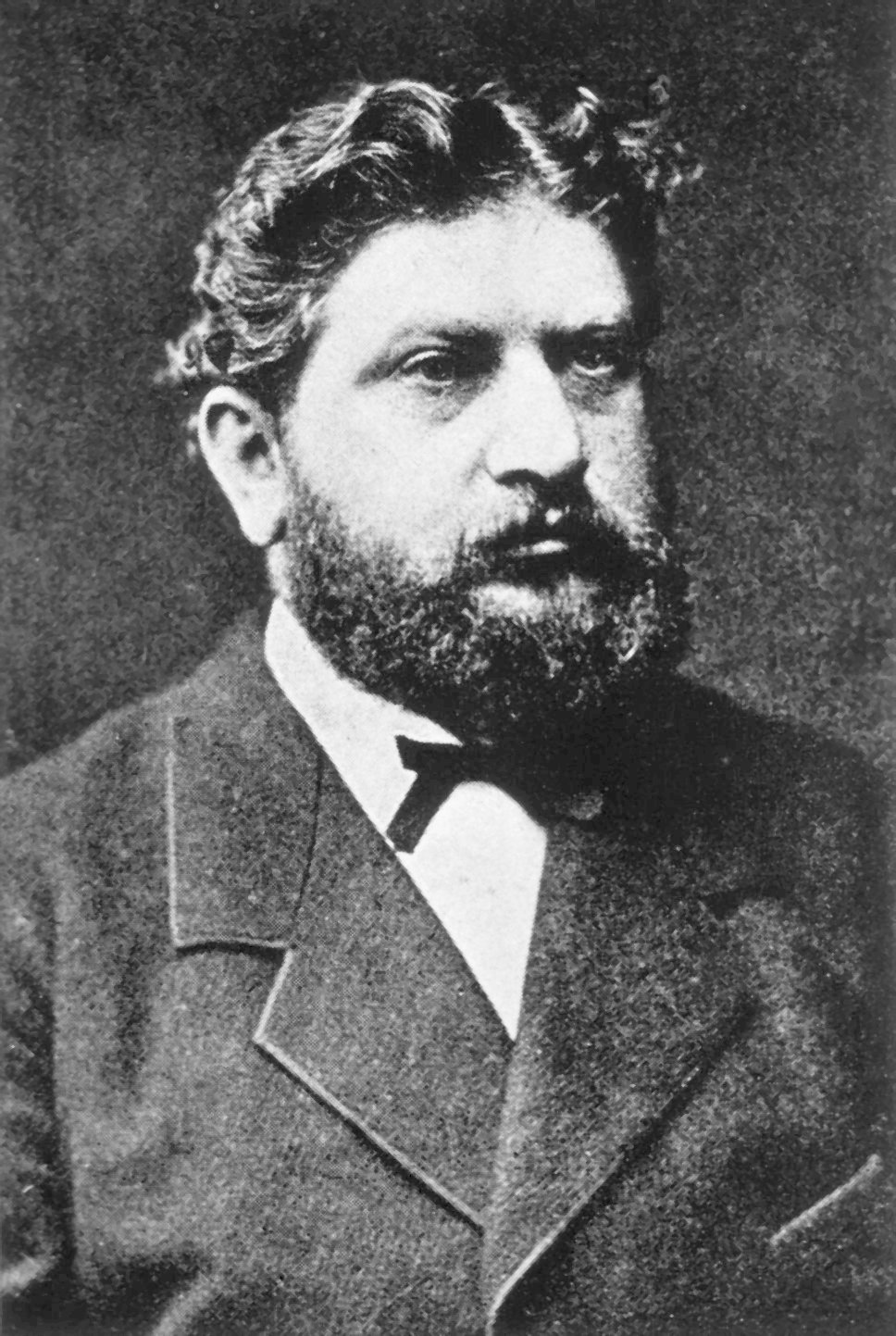
Julius Friedrich Cohnheim

Theodor Boveri

Zu Beginn des 20. Jahrhunderts waren Infektionskrankheiten wie beispielsweise Influenza, Lungenentzündung, Syphilis oder Tuberkulose die Haupttodesursachen der Bevölkerung der westlichen Welt. Schrittweise wurde entdeckt, welche Ursachen (Ätiologien) bei der Entstehung dieser Erkrankungen eine Rolle spielen. Zunächst wurden die Übertragungsmechanismen geklärt und mit der Entwicklung brauchbarer Lichtmikroskope wurden die bakteriellen Erreger identifiziert. Dies ermöglichte die Entwicklung erster potenter Wirkstoffe, wie beispielsweise 1909 das Salvarsan gegen die Syphilis durch Paul Ehrlich. Völlig anders war dagegen die Situation bei den Krebserkrankungen. Die Suche nach „dem Erreger“ verlief erfolglos. Zu Fibigers Zeit gab es drei rivalisierende Theorien zur Entstehung von Krebs, die in Fachkreisen lebhaft diskutiert wurden:
- Rudolf Virchows Reiztheorie besagt, dass unterschiedliche innere oder äußere schädliche Einflüsse (endogene oder exogene Noxen) zur Entartung der Zellen führen: Tumoren treten dort auf, wo chronische Reize auf Zellen und Gewebe wirken, schließlich aber unabhängig von der Wirkung des ursprünglichen Reizes weiterwachsen.[3]
- Die Theorie der embryonalen Keimversprengung von Julius Friedrich Cohnheim und Hugo Ribbert, auch Cohnheim-Ribbertsche Theorie genannt, geht davon aus, dass Krebs embryonalen Ursprungs ist und durch in der Embryonalzeit versprengte undifferenzierte embryonale Zellen entsteht. Diese Zellen können unter bestimmten Bedingungen zu einem ungebremsten, entartenden Tumorwachstum führen.[4] Diese Theorie erfährt in Form der Krebsstammzellen im 21. Jahrhundert eine gewisse Renaissance.[5]
- Die Parasitentheorie dagegen macht Parasiten für die Entstehung von Krebs verantwortlich.[6][7] Der Begriff „Parasit“ wird dabei sehr weitgreifend verwendet und umfasst auch andere Pathogene.

### Virchows Reiztheorie
Eine Reihe von Indizien sprach für Virchows Reiztheorie. So stellte beispielsweise Percivall Pott bereits 1775 bei britischen Schornsteinfegern fest, dass der seinerzeit in dieser Berufsgruppe ausgesprochen häufige Hodenkrebs offensichtlich durch Ruß ausgelöst wurde, der sich in den Hautfalten des Hodensacks ablagerte. 1895 bemerkte Ludwig Rehn bei Chemiearbeitern, die in Kontakt mit Fuchsin kamen, eine Häufung von Blasenkrebs. Der Kangri-Krebs, der nur im Kaschmirtal auftritt, wurde 1881 erstmals beschrieben. Dieses Plattenepithelkarzinom entsteht aus einer chronischen Hautreizung (Erythema ab igne), die durch einen unter der Kleidung getragenen Heizofen (das Kangri) verursacht wird.
Mit der Reiztheorie konnten zwar einige seltene, eher exotische Krebsarten erklärt werden; für die Ursache der häufigsten Krebserkrankungen, beispielsweise Brustkrebs, lieferte sie jedoch keine brauchbaren Lösungsansätze. Selbst Virchow schloss einen „Krebsbacillus“, den man eines Tages entdecken könnte, nicht aus:

„Die seit einer Reihe von Jahren immer zahlreicher werdenden Nachweise parasitärer Mikroorganismen in krankhaften Theilen haben bei Vielen die […] Hoffnung erregt, es werde sich auch ein Krebsbacillus auffinden lassen. Bis jetzt sind die Ergebnisse auch der eifrigsten Forschung noch nicht in einer überzeugenden Demonstration vorgelegt worden. Indess ist die Möglichkeit eines solchen Vorkommens nicht einfach abzuweisen; ja, man kann zugestehen, dass mit dem Auffinden eines specifischen Bacillus ein wichtiger Fortschritt in der Diagnose und Prognose des Carcinoms gemacht werden würde.“

### „Krebsüberimpfung“
Bei der experimentellen Erzeugung von Krebs bei Modellorganismen gab es einige Pionierarbeiten vor Fibiger. Der russische Tierarzt Mstislaw Alexandrowitsch Nowinski (1841–1914) transplantierte in der Zeit von 1875 bis 1876 bei Hunden maligne Tumoren auf Welpen, die dort anwuchsen, zum Teil metastasierten und wiederum auf andere Welpen transplantierbar waren.
1889 gelang dem deutschen Pathologen Arthur Nathan Hanau (1858–1900) in Zürich die Transplantation eines Epidermis-Karzinoms der Vulva bei Ratten auf andere Ratten, also eine homologe Tumorübertragung („Krebsüberimpfung“).
Diese Versuchsergebnisse zeigten allerdings nur die Übertragbarkeit einer bereits bestehenden Erkrankung auf ein anderes Individuum. Einen Beitrag zur Klärung der Ursachen einer Krebserkrankung lieferten sie jedoch nicht.

Heinrich Wilhelm Waldeyer

Die künstliche Erzeugung eines Krebstumors bei einem Versuchstier gelang erstmals 1915 – zwei Jahre nach der Veröffentlichung von Fibigers Arbeiten – dem Japaner Katsusaburō Yamagiwa (1863–1930) und seinem Assistenten Kōichi Ichikawa. Sie bepinselten über Jahre die Innenseiten der Ohren von Versuchskaninchen mit Teeröl. Nach etwa 250 Tagen entwickelten sich an den so behandelten Hautflächen Tumoren,
Yamagiwas Arbeiten waren aus heutiger Sicht bahnbrechend und begründeten ein vollständig neues Arbeitsgebiet in der experimentellen Onkologie. womit die Forscher echte Krebswucherungen ausgelöst haben.

### Parasitentheorie
Die Parasitentheorie hatte zu Fibigers Zeiten viele Anhänger. Bereits 1911 behauptete der Königsberger Kreisarzt Hans Abramowski, dass der Wurm Opisthorchis febriens ein Krebserreger sei, der durch den Verzehr von rohem oder ungenügend gekochtem Fisch auf den Menschen übertragen werde. Der Wurm, der bevorzugt Gallengänge und Bauchspeicheldrüse besiedle, könne durch chronische Entzündungen in diesen Organen Krebs auslösen.
Der Leidener Professor Reinder Pieter van Calcar sah in Protozoen, die wiederum Nematoden besiedelten, die Ursache für die Entstehung von Krebs. Er selbst überimpfte Protozoen, die er aus Darmparasiten und Schaben isolierte, auf Hunde. In den Versuchstieren fand er dann infiltrativ wachsende und metastasierende „maligne Adenome“ und Karzinome. Die Ergebnisse aus den Teerbepinselungen, die eigentlich ein eindeutiges Indiz für Virchows Reiztheorie sind, wurden der Wirkung von Protozoen zugeschrieben. Van Calcar stellte in seinen Versuchen fest, dass die Tiere, die er durch besondere Schutzmaßnahmen vor dem Kontakt mit Protozoen geschützt hatte, seltener als die Vergleichsgruppe Karzinome bekamen.

### Genetische Veränderung durch Onkogene
Heinrich Wilhelm Waldeyer legte bereits 1867 die Grundlagen für den heute noch gültigen Wissensstand der Krebserkrankungen. Er postulierte, dass Krebs durch eine induzierte Transformation von normalen in bösartige Zellen entsteht. Diese entarteten Zellen vermehren sich zunächst lokal, dringen in gesundes Gewebe ein (Infiltration) und breiten sich dann über das Lymph- oder Blutsystem aus (Metastasierung). Waldeyers Ausführungen waren jedoch rein deskriptiv und enthielten folglich keine Aussagen über die Mechanismen der Krebsentstehung.
Hierzu lieferte Theodor Boveri 1914, also ein Jahr nach Fibigers erster Veröffentlichung zum Spiropterakarzinom, mit seinen noch heute gültigen Postulaten bahnbrechende Lösungsansätze. Boveri postulierte, dass Krebs sich aus einer einzigen Zelle entwickelt, deren genetische Information zuvor verändert wurde. Er vermutete als Ort der genetischen Information die Chromosomen. Tumoren sah er als Folge einer abnormalen Chromosomenkonstitution an. Für die Tumorentwicklung vermutete er eine Evolution der Tumorzellen hin zu zunehmender Bösartigkeit. Die Zellen würden dabei bestimmte Eigenschaften verlieren, so vor allem ihre Reaktionsfähigkeit auf Signale anderer Zellen. Dies führe zur Autonomie der Tumorzellen. Er vermutete zudem in den normalen Zellen Gene, die das Zellwachstum hemmen. Ein Verlust dieser Gene würde zur Transformation in eine Krebszelle führen.
Boveri starb ein Jahr nach seiner Veröffentlichung und seine Postulate gerieten für lange Zeit in Vergessenheit.
Das erste Onkogen entdeckte Francis Peyton Rous 1911. Mit einem zellfreien ultrafiltrierten Extrakt eines Muskeltumors (Sarkom) aus einem Huhn konnte er durch Injektion in andere Hühner bei diesen neue Tumoren erzeugen. Ein Bakterium oder gar ein mehrzelliger Parasit konnte als Erreger ausgeschlossen werden, da diese durch das Filter vollständig abgetrennt wurden. Rous vermutete in diesem Extrakt ein Virus. Über Viren, die man zu dieser Zeit nicht sichtbar machen konnte, wusste man nur sehr wenig. Später konnte man das Virus nachweisen und benannte es zu Rous’ Ehren Rous-Sarkom-Virus. Heute gilt das Onkogen des Rous-Sarkom-Virus als ein Beweis dafür, dass veränderte Gene die Ursache für Krebserkrankungen sein können.

## Fibigers Entdeckung

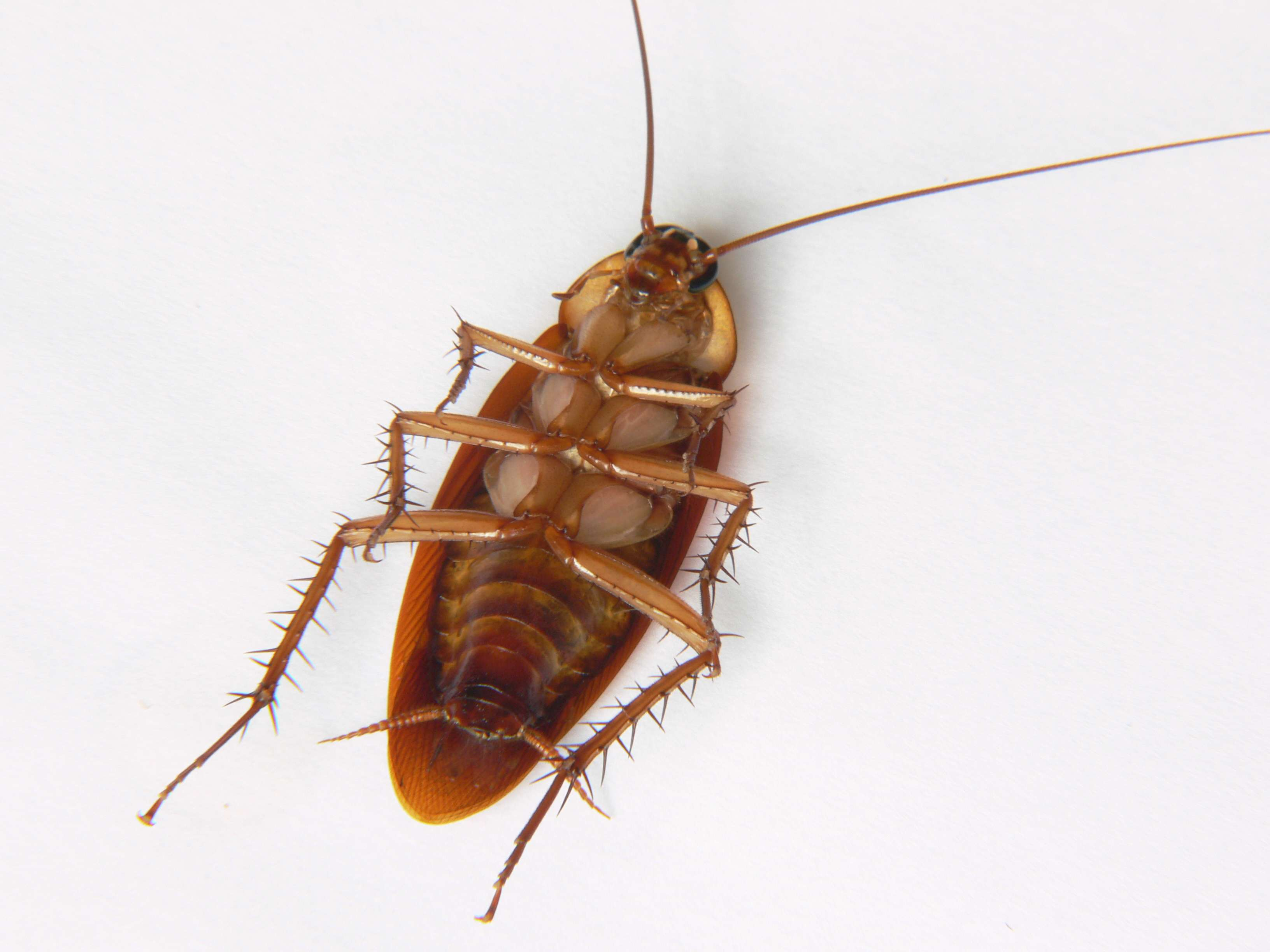
Die Amerikanische Großschabe ist einer der Zwischenwirte der Nematode Gongylonema neoplasticum.

Ein vermeintliches Spiropterakarzinom im Magen einer gefleckten Ratte, die mit Amerikanischen Großschaben gefüttert wurde

Seit dem Jahr 1900 war Johannes Fibiger Professor und Direktor am Institut für Pathologische Anatomie der Universität Kopenhagen. 1907 fiel ihm bei histologischen Arbeiten an Mägen von wilden Wanderratten (Rattus norvegicus) und Hausratten (Rattus rattus) auf, dass viele der Tierkadaver im Vormagen eine epitheliale Hyperplasie mit Papillombildung aufwiesen. Diese Tumoren bildeten jedoch keine Metastasen und infiltrierten auch nicht das umgebende gesunde Gewebe. Andere Bereiche des Verdauungstraktes besiedelten diese Tumoren nicht. Zu seiner Überraschung fand er jedoch in einigen dieser Tumoren Fadenwürmer (Nematoden) und deren Eier. Der Fadenwurm wurde von Hjalmar Ditlevsen, einem Assistenten am zoologischen Museum der Universität Kopenhagen, als eine neue, der „Spiropteridengruppe“ angehörige Nematodenart bestimmt. In der nachfolgenden, eingehenden zoologischen Beschreibung erhielt der Fadenwurm den Artnamen Spiroptera neoplastica. Das Beiwort neoplastica wählten Fibiger und Ditlevsen wegen der vermeintlichen Wirkung des Fadenwurms, ‚Neoplasie‘ (von altgriechisch νέος néos ‚neu‘ und πλάσσειν plassein ‚formen‘, ‚bilden‘, neugriechisch: δυσπλασία), also Neubildung = Tumor. 1915 stellte der amerikanische Zoologe Brayton Howard Ransom fest, dass Spiroptera neoplastica definitiv zur Gattung der Gongylonema gehört. Er schlug deshalb vor, diese neuentdeckte Art künftig als Gongylonema neoplasticum zu bezeichnen. Ditlevsen stimmte Ransoms Vorschlag zu, und seither heißt diese Nematodenart, für die es bisher keinen deutschsprachigen Namen gibt, Gongylonema neoplasticum. Zur Zeit von Fibigers Entdeckung existieren zwar bereits Berichte von „Krebsbazillen“ und von verschiedenen Parasiten, die mit der Entstehung von Krebs in Verbindung gebracht wurden, aber experimentell gelang es noch keinem Forscher, künstlich und gezielt Krebstumoren bei Versuchstieren zu induzieren. Dies als Erster durchführen zu können, war die Antriebskraft für Fibigers weitere Arbeiten.
Nach seinen ersten Sektionen untersuchte Fibiger über 1000 Mäuse- und Rattenmägen, fand aber in keinem Exemplar ein „Spiropterakarzinom“. Fibiger wollte seine Arbeiten auf diesem Gebiet schon einstellen, als er bei Ratten aus einer Kopenhagener Zuckerfabrik die gesuchten Tumoren und Nematoden fand. Er bemerkte in der Fabrik eine Vielzahl von Schaben, was ihn vermuten ließ, dass die Schaben Zwischenwirte für Gongylonema neoplasticum sind.
In Laborversuchen identifizierte Fibiger tatsächlich die Amerikanische Großschabe (Periplaneta americana) und die Gemeine Küchenschabe (Blatta orientalis) als Zwischenwirte für Gongylonema neoplasticum. Es gelang ihm, Gongylonema neoplasticum auch auf die Deutsche Schabe (Blattella germanica) als Zwischenwirt zu übertragen.

Eine Maus mit einem subkutan transplantierten Spiropterakarzinom (1. Generation, 84 Tage nach Implantation)

Die Nematode kam ursprünglich aus Südamerika und Westindien und wurde per Schiff mit ihrem Zwischenwirt und dem Zucker eingeschleppt. In seinen ersten Versuchen, mit Gongylonema neoplasticum künstlich Krebstumoren auszulösen, fütterte Fibiger sieben Laboratoriumsratten mit Amerikanischen Großschaben. Nach dem natürlichen Tod der Versuchstiere untersuchte er sie ausgiebig. Bei allen fand er im Vormagen die Nematoden. Bei einer Ratte sah er zugleich eine Epithelhyperplasie und bei den beiden längstlebenden Ratten außerdem eine starke Proliferation, Tiefenwachstum und Heterotopie des Epithels, verbunden mit Entzündungen und ausgeprägter Papillombildung. Er interpretierte dies als beginnende und wenig verbreitete Carcinombildung. Die Nematode konnte er auch auf Labormäuse, Meerschweinchen, Waldmäuse, Kaninchen, Eichhörnchen (Sciurus vulgaris), Braunbrustigel übertragen, jedoch bei keiner dieser Arten eine Karzinombildung feststellen. In einer größeren Versuchsreihe fütterte er 91 „bunte und weiße“ Ratten mit Küchenschaben. Die Küchenschaben hatte er zuvor mit Rattenkot, der Spiroptereneier enthielt, und Zuckerwasser ernährt, so dass sie als Zwischenwirt Spiroptera neoplastica aufnahmen. Die Ratten wurden nach ihrem natürlichen Tod untersucht. Bei 22 Tieren fand Fibiger papillomatöse Veränderungen im Vormagen und bei 12 dieser Tiere stellte er karzinomatöse Veränderungen fest. Die Inkubationszeit bestimmte er zu drei bis vier Monaten. Bei zwei Tieren fand er kleine Lungenmetastasen, die weder Nematoden noch deren Eier enthielten. Fibiger war der Meinung, dass die Tumoren durch ein Toxin der Nematoden erzeugt wurden.
1913 veröffentlichte er erstmals seine Ergebnisse. In diesem Artikel verwies er in der Einleitung auf Ergebnisse von Stephanos Kartulis, der bei Patienten mit Schistosomiasis (Bilharziose) gehäuft Blasenkrebs festgestellt hatte, der durch den Saugwurm Schistosoma haematobium verursacht wird. Fibigers Publikation sorgte in der Fachwelt für viel Aufsehen, da es ihm als erstem gelungen schien, experimentell einen bösartigen Tumor auszulösen. Für die Erforschung der Pathogenese von Krebs und zukünftige Behandlungen schienen sich völlig neue Möglichkeiten aufzutun. Kurz nach der Veröffentlichung erhielt Fibiger eine Vielzahl verschiedener Ehrungen. So wurde er beispielsweise Mitglied der hochangesehenen Schwedischen Medizinischen Gesellschaft (Svenska Läkaresällskapet). Die Dänische Medizinische Gesellschaft wählte ihn zu ihrem Präsidenten der Krebskommission. Zahlreiche Ehrendoktorwürden verschiedener namhafter Universitäten folgten.
Später berichtete Fibiger von erfolgreichen subkutanen Transplantationen des Spiropterakarzinoms, beispielsweise über vier Generationen hinweg auf Mäuse.

Darstellungen aus Fibigers Nobelpreis-Vorlesung am 12. Dezember 1927
Ein stark ausgeprägtes Papillom im Magen einer Ratte[31]
Im Vergleich dazu der Magen einer gesunden Ratte[31]
Eine Nematode, die in das Epithel des Magenfundus eingebettet ist[31]
Mikroskopaufnahme reifer Eier von Gongylonema neoplasticum[31]
Spiralig aufgewickelte Larve von Gongylonema neoplasticum im Muskel einer Schabe[31]
Ein männliches (oben) und ein weibliches (unten) Exemplar von Gongylonema neoplasticum[31]

## Fibigers Nominierungen zum Nobelpreis
Zwischen 1922 und 1927 wurde Johannes Fibiger insgesamt sechzehnmal von verschiedenen Wissenschaftlern für den Nobelpreis in Physiologie oder Medizin nominiert. Seine Arbeit wurde deshalb mehrfach vom Nobelkomitee für Physiologie oder Medizin einer besonderen Überprüfung unterzogen. In den Jahren 1922 und 1923 urteilte das Komiteemitglied Gunnar Hedrén, dass Fibiger mit seiner Entdeckung nicht „den größten Nutzen für die Menschheit“ erbracht habe, wie dies nach dem Willen von Alfred Nobel für den Preis für Physiologie oder Medizin zu erfolgen habe. Er empfahl mit der Verleihung zu warten, bis ein endgültiges Urteil über die Preiswürdigkeit von Fibigers Entdeckung gefällt werden könne.
1926 erhielt Fibiger drei Nominierungen. Erneut wurde sein Werk, zusammen mit den Arbeiten von Katsusaburo Yamagiwa, der ebenfalls nominiert war, überprüft. Auch Félix Hubert d’Hérelle und Otto Warburg waren für den Nobelpreis 1926 nominiert. Das Nobelkomitee forderte zwei gesonderte Berichte über Fibigers und Yamagiwas Arbeiten an. Die beiden schwedischen Pathologen Folke Henschen und Hilding Bergstrand, beides Professoren am Karolinska-Institut, fertigten jeweils über jeden Kandidaten einen Bericht an. Henschen lobte das Werk Fibigers und dessen bedeutende Auswirkungen auf die gesamte Krebsforschung. Er zitierte dabei unter anderem den renommierten Krebsforscher Archibald Leitch mit den Worten:

“But a new era dawned on cancer research when Johannes Fibiger of Copenhagen presented his brilliant experiments on the production of gastric cancer in rats. Then, for the first time could it be said that cancer had been produced experimentally beyond all doubt, and exploration into the etiology of cancer became practical problems.”

„Eine neue Ära in der Krebsforschung brach an, als Johannes Fibiger aus Kopenhagen seine brillanten Versuche zur Erzeugung von Magenkrebs bei Ratten vorstellte. Dadurch konnte zum ersten Mal zweifelsfrei Krebs experimentell erzeugt werden und die Erforschung der Ätiologie wurde eine praxisorientierte Aufgabe.“

Henschen, der mit Fibiger persönlich befreundet war, war auch gegenüber Yamagiwas Entdeckung sehr positiv eingestellt. Yamagiwa wurde von Fibigers Arbeiten, die dieser zwei Jahre vor ihm veröffentlichte, inspiriert. Im Unterschied zu Fibiger hatte sich Yamagiwas Teerbepinselung mittlerweile als das Verfahren zur experimentellen Krebserzeugung in der Onkologie durchgesetzt. Sie war wesentlich einfacher in der Durchführung und lieferte reproduzierbare Ergebnisse. Die Teerbepinselung wurde weltweit in den Krebsforschungslaboratorien angewendet und ermöglichte so bereits einige neue Entdeckungen und Entwicklungen. Henschen kam zu dem Ergebnis, dass die experimentellen Karzinome des Nobelpreises würdig seien und schlug eine Preisteilung zwischen Fibiger (für die Entdeckung des experimentellen Spiropterakarzinoms) und Yamagiwa (für die Entdeckung des experimentellen Teerkarzinoms) vor.
Bergstrand kam dagegen zu einem deutlich zurückhaltenderen Ergebnis. Er würdigte zwar die Arbeiten von Fibiger und Yamagiwa, sah in ihnen aber nur eine experimentelle Bestätigung klinischer Fakten, die schon lange bekannt waren. Als Beispiele nannte er die berufsbedingten Krebserkrankungen bei Schornsteinfegern und Radiologen. Außerdem hätten beide Entdeckungen keinerlei Beiträge zur Aufklärung der Genese maligner Tumoren geliefert. Wörtlich argumentierte er:

“An experimental confirmation of a previously known fact is, of course, always welcome, although its importance can, in this case, not be considered of the significance that it is worthy of the Nobel Prize.”

„Die experimentelle Bestätigung eines zuvor bekannten Sachverhaltes ist natürlich immer gut, allerdings kann in diesem Fall die Bedeutung als nicht ausreichend genug angesehen werden, als dass sie des Nobelpreises würdig ist.“

Des Weiteren stellte Bergstrand die zukünftige Bedeutung beider Entdeckungen für die Krebsforschung in Frage. Er vertrat die Meinung, dass die Ergebnisse anderer Forscher, namentlich die Otto Warburgs, in der Zukunft eine größere Bedeutung erlangen würden. In seiner Zusammenfassung bezweifelte er, dass die Ergebnisse der beiden Nominierten eine große Bedeutung für die Lösung des Krebsrätsels haben würden. Beide Entdeckungen seien des Nobelpreises nicht würdig.
In der Folge kam es zu einem Disput zwischen Henschen und Bergstrand. Dieser entstand, als Bergstrand dringend empfahl, dass Félix Hubert d’Hérelle den Preis bekommen solle. Henschen lehnte d’Hérelle als Preisträger ab, da er nicht alleine auf dem Gebiet arbeitete und ihm nicht alleine die Ehre der Entdeckung der Bakteriophagen zuteil kommen könne. Das Komitee forderte ein drittes Gutachten von John Sjöqvist an. Der bestätigte Henschens Einschätzung bezüglich d’Hérelles Werk. Bergstrands Ablehnung führte schließlich dazu, dass Henschen von seinem Vorschlag des geteilten Nobelpreises abging und nun für eine Preisvergabe alleine an Fibiger war. Das Nobelkomitee beschloss schließlich, den Nobelpreis für Physiologie oder Medizin 1926 nicht zu vergeben.
1927 gingen beim Karolinska-Institut sieben Nominierungen für Fibiger ein. Erneut wurde eine besondere Überprüfung angeordnet. Des Weiteren waren Otto Warburg, Julius Wagner-Jauregg und Charles Scott Sherrington nominiert. Das Komitee beauftragte erneut Henschen und Bergstrand einen Bericht anzufertigen; dieses Mal über Fibiger und Warburg, pro Gutachter ein Bericht. Auch in diesem Jahr gingen die Meinungen der beiden Gutachter im Fall von Fibiger weit auseinander. Bergstrand erkannte die Impulse und Inspiration von Fibigers Arbeiten für die Krebsforschung an, letztlich sei es aber nur ein Beweis für eine uralte Theorie. Er räumte des Weiteren ein, dass Yamagiwa durch Fibigers Arbeiten inspiriert wurde, es sich bei dessen Werk jedoch um eine völlig eigenständige Leistung handle. Erneut bezweifelte er die klinische Relevanz von Fibigers Entdeckung, die bisher keinerlei Beiträge für die Aufklärung der Ätiologie spontaner Tumoren beim Menschen geliefert habe. Henschen kam in seinem Bericht zu einem völlig anderen Ergebnis. Das abgelaufene Jahr habe seine Meinung über Fibigers Entdeckung weiter gefestigt. Auch die Anzahl der Nominierungsschreiben, die das Komitee in diesem Jahr von hochrangigen Wissenschaftlern erhalten habe, bestätige seine Meinung. Er hob den – auch von Bergstrand genannten – Impuls für die gesamte Krebsforschung hervor, den Fibiger mit seinem Werk ausgelöst hätte, gerade zu einer Zeit, als es in der Onkologie keine Fortschritte gegeben habe. Mit Fibiger habe eine neue Epoche der Krebsforschung begonnen. Im Fall von Otto Warburg kamen Bergstrand und Henschen dagegen zu dem gleichen Ergebnis. Warburg war für seine Hypothese, dass Krebszellen einen speziellen, anaeroben Stoffwechsel aufweisen, nominiert. Die beiden Gutachter bemängelten, dass die Faktenlage, auf der die Warburg-Hypothese aufbaue, nicht ausreichend sei. Warburgs Werk wurde von einem dritten Gutachter, Einar Hammarsten, Professor für Chemie und Pharmazie am Karolinska-Institut, beurteilt. Hammarsten war – im Gegensatz zu Bergstrand und Henschen – von der Bedeutung der Entdeckung Warburgs überzeugt. Mit diesen drei Gutachten kam das Komitee zu dem Ergebnis, dass sowohl Warburg, als auch Fibiger des Nobelpreises würdig seien. Einstimmig schlug es vor, den im Vorjahr nicht vergebenen Nobelpreis für Physiologie oder Medizin zur Hälfte an Warburg und Fibiger zu vergeben und den des Jahres 1927 an Julius Wagner-Jauregg „für die Entdeckung der therapeutischen Bedeutung der Malaria-Impfung bei der Behandlung der Progressiven Paralyse“.
Die Nobelversammlung des Karolinska-Instituts lehnte jedoch den Vorschlag des Komitees ab und verfügte, dass Fibiger den Preis für das Jahr 1926 alleine erhalten solle. Die Gründe für diese Entscheidung sind bis heute nicht bekannt. Otto Warburg erhielt den Nobelpreis für Physiologie oder Medizin im Jahr 1931.

## Verleihung des Nobelpreises an Fibiger 1927

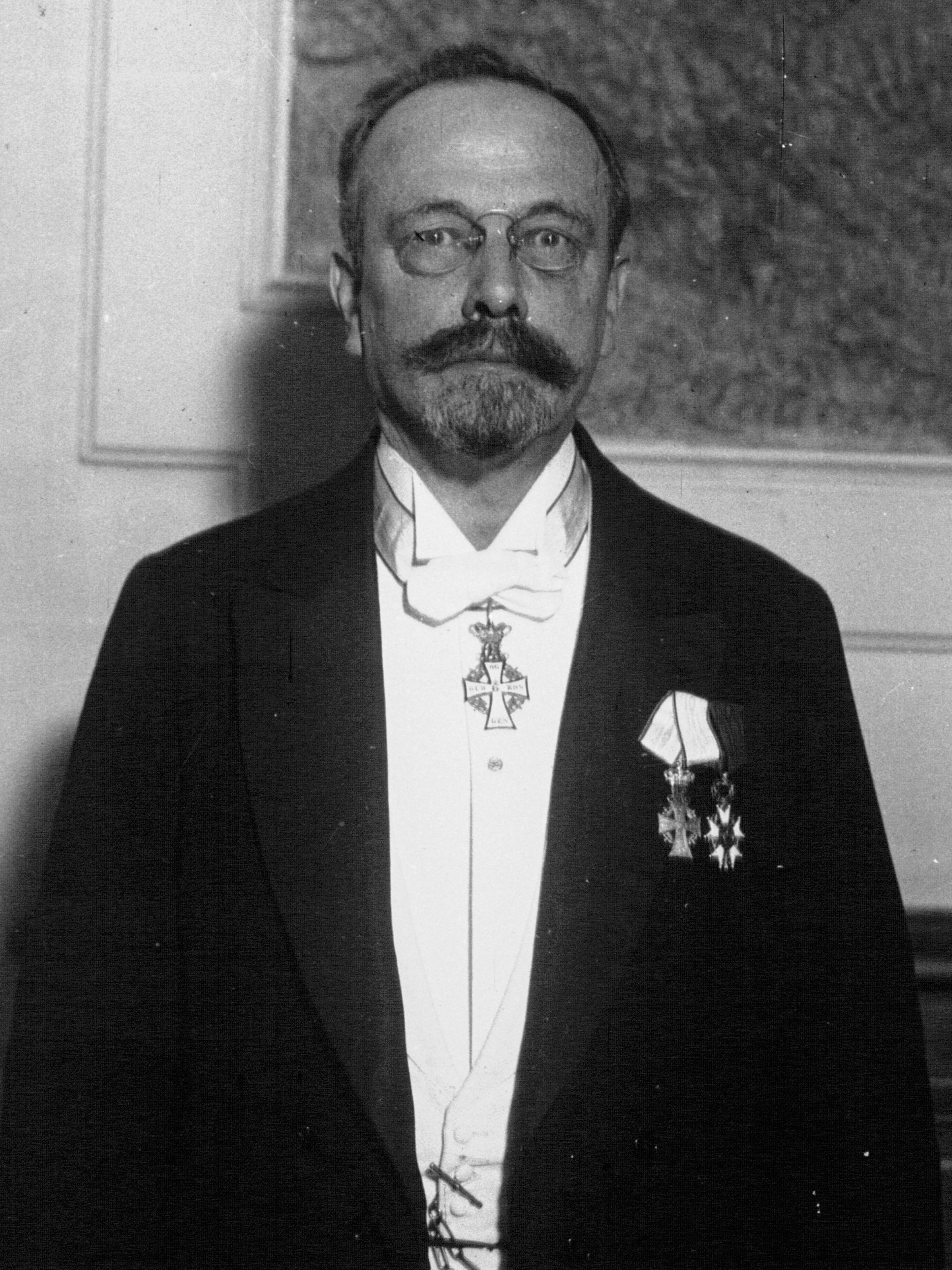
Johannes Fibiger

Johannes Fibiger erhielt den Nobelpreis dafür, dass es ihm als erstem gelungen sei, in einem kontrollierten Experiment reproduzierbar Krebs in einem Versuchstier zu erzeugen. Die Laudatio am 10. Dezember 1927 hielt Wilhelm Wernstedt (1872–1969), der Dekan des Karolinska-Instituts. Wernstedt sagte, dass man lange davon ausgegangen sei, dass es einen ursächlichen Zusammenhang zwischen Krebs und einer längeren mechanischen, thermischen, chemischen oder aktinischen Reizung des Gewebes gäbe. In einigen Fällen seien dies Berufskrankheiten. So seien die Krebserkrankungen bei Radiologen, Schornsteinfegern und Chemiearbeitern Beispiele für Krebsinfektionen, bei denen einige glaubten, dass sie durch Radioaktivität oder chemische Reizung hervorgerufen würden. Jedoch seien alle Versuche, diese Krebserkrankungen bei Versuchstieren auszulösen, gescheitert. Auch die Suche nach dem „Krebsbazillus“ als Ursache für die Krebserkrankungen sei erfolglos verlaufen. Würmer wären als mögliche Krebsverursacher ebenfalls in Betracht gekommen, doch die Verfechter dieser Theorie wären häufig als Phantasten betrachtet worden. Zu diesem Zeitpunkt, als es keine klare Vorstellung über die Ursache von Krebs gegeben hätte, sei es Fibiger 1913 als erstem gelungen, Krebs experimentell zu erzeugen. Erstmals wäre die experimentelle Transformation normaler Zellen in Krebszellen gelungen. In überzeugender Weise sei gezeigt worden, dass Krebs zwar nicht immer durch einen Wurm erzeugt wird, aber, dass der Krebs durch einen externen Stimulus hervorgerufen werden kann. Schon aus diesem Grund sei Fibigers Entdeckung von unschätzbarer Bedeutung. In seinen weiteren Ausführungen hob Wernstedt den Impuls von Fibigers Arbeiten hervor, den diese der gesamten Krebsforschung gegeben hätten. Für diese unsterblichen Forschungsarbeiten würde Johannes Fibiger an diesem Tag mit dem Nobelpreis für Medizin des Jahres 1926 ausgezeichnet (“It is for this immortal research work that Fibiger is today awarded the Nobel Prize for Medicine for 1926.”).
Zwei Tage später hielt Fibiger seine Nobelpreis-Vorlesung am Karolinska-Institut in englischer Sprache. Zunächst reflektierte er die Arbeiten von Arthur Nathan Hanau und Henri Moreau über die Transplantation von Tumoren, sowie die drei zu dieser Zeit bedeutenden Theorien zur Entstehung von Krebs: Virchows Reiztheorie, Cohnheims Theorie der embryonalen Keimversprengung und die Theorie, die Krebs den Parasiten zuschreibt. Bis vor kurzem wären sämtliche Versuche, bei gesunden Versuchstieren Krebs durch chemische oder physikalische Reize oder durch Transplantation von embryonalem Gewebe und verschiedenste Mikroorganismen auszulösen, gescheitert. Er erwähnte kurz die Ergebnisse einer französischen Arbeitsgruppe, der es gelungen war, 1910 durch Röntgenstrahlung Krebstumoren zu erzeugen, sowie die Versuche von Peyton Rous mit den „unsichtbaren Viren“. Er erwähnte aber die Zweifel, die es immer noch gäbe, ob es sich bei den Gewebeneubildungen wirklich um „richtigen Krebs“ handle. Mit der Nematode Gongylonema neoplasticum sei die erste erfolgreiche Methode zur systematischen experimentellen Erzeugung von Krebs in Versuchstieren entwickelt worden. Nachfolgend berichtete Fibiger ausführlich über seine Forschungen zum Spiropterakarzinom. Danach ging er auf Krebserkrankungen beim Menschen ein, die durch Würmer, beispielsweise Pärchenegel, hervorgerufen werden. Gongylonema neoplasticum sei zwar bisher noch nie in einem Menschen gefunden worden, aber der verwandte Wurm Gongylonema pulchrum. Allerdings sei noch kein Fall von Krebs, der durch G. pulchrum ausgelöst wurde, bekannt. Überhaupt gäbe es bisher keinen Beweis dafür, dass Würmer eine bedeutende ätiologische Rolle bei der Pathologie von Krebs beim Menschen spielen würden. Auch könne aus seinen Forschungsergebnissen nicht abgeleitet werden, dass Krebs in der Regel durch Parasiten ausgelöst werde. Die Ergebnisse seiner Arbeiten am Spiropterakarzinom deutete er eher als Beleg für Virchows Reiztheorie. Er vermutete bei der kanzerogenen Wirkung bestimmter Würmer die Ausscheidung von krebserzeugenden Toxinen durch die Nematoden.
Im weiteren Verlauf seiner Vorlesung ging Fibiger auf die Prädisposition bei Krebs ein. Das Alter sei ein wesentlicher Faktor für die Prädisposition von Krebs. Dies sei eine seit langem akzeptierte Doktrin für alle Arten von Krebserkrankungen. Die Ergebnisse seiner Versuche zum Spiropterakarzinom, aber auch andere Versuche zur Erzeugung von Krebs in Versuchstieren, beispielsweise durch Teerbepinselung, würden dieser Doktrin widersprechen. Junge Versuchstiere würden unter gleichen Versuchsbedingungen genauso oft und genauso schnell Tumoren entwickeln, wie alte Versuchstiere.
Zum Abschluss seiner Vorlesung wiederholte er die Aussage, dass es immer noch keine überzeugenden Beweise für die mikrobielle Entstehung von Krebs beim Menschen gäbe, auch wenn neuere Forschungsergebnisse zeigen würden, dass Mikroparasiten und Viren Krebserkrankungen auslösen können.
Nur wenige Wochen nach der Verleihung des Nobelpreises starb Johannes Fibiger am 30. Januar 1928 in Kopenhagen. Er erlag einem Rechtsherzversagen, nachdem multiple Phlebothrombosen zu einer massiven Lungenembolie geführt hatten. Zudem litt er an einem kolorektalen Karzinom und hatte deshalb ein Coecostoma.

## Widerlegung von Fibigers Ergebnissen
1918, also fünf Jahre nach der ersten Veröffentlichung zur künstlichen Erzeugung des Spiropterakarzinoms, wurden Fibigers histologische Befunde von Frederick D. Bullock und George L. Rohdenburg von der Columbia University angezweifelt. Sie kamen zu dem Ergebnis, dass es sich bei den zellulären Veränderungen nicht um Karzinome, sondern um eine Hypertrophie des Epithels der Magenschleimhaut handelt. Fibigers Reputation beendete die Kritik jedoch schnell. Zudem kamen andere prominente Histopathologen ebenfalls zu dem Schluss, dass es sich um Karzinome handle. Dabei ist zu berücksichtigen, dass zu dieser Zeit die histologischen Techniken noch in ihren Anfängen steckten und keinesfalls standardisiert waren.
In den folgenden Jahren gelang es keinem anderen Krebsforscher, Fibigers Ergebnisse erfolgreich zu reproduzieren. Tumoren wurden nur ganz selten in den Versuchstieren gefunden. Die Gründe hierfür sind bis heute noch nicht endgültig geklärt, allerdings liegt eine Reihe von Indizien vor. Als gesichert gilt indes, dass es sich bei den von Fibiger beschriebenen „Krebstumoren“ nicht um bösartige Veränderungen handelte und die in den Tumoren gefundenen Nematoden nicht für die beobachteten gutartigen Zellwucherungen verantwortlich waren.
Es sollte über 20 Jahre dauern, bis Fibigers Ergebnisse widerlegt wurden. Einer der Gründe hierfür ist, dass Fibigers Methode wegen ihrer Kompliziertheit von Krebsforschern kaum angewendet wurde. Das wesentlich einfacher durchzuführende Teerbepinseln von Yamagiwa lieferte deutlich reproduzierbarere Ergebnisse und war in der Fachwelt wesentlich populärer. 1935 veröffentlichte eine Arbeitsgruppe um den Onkologen Richard Douglas Passey (1888–1971) an der University of Leeds ihre Studienergebnisse zum Spiropterakarzinom. Passey und seine Kollegen stellten fest, dass die infizierten Versuchstiere keine Krebstumoren bildeten, wenn sie eine vollwertige Ernährung erhielten. Die Lungenmetastasen in Fibigers Versuchen wurden – so Passeys Hypothese – durch einen Mangel an Vitamin A ausgelöst. Auch beim Menschen ist bekannt, dass eine Hypovitaminose von Vitamin A die Bildung von Krebstumoren, speziell aus dem Epithel der Schleimhäute heraus, fördert. Passey vermutete, dass die Hypovitaminose bei Fibigers Tierversuchen die durch die Nematoden hervorgerufene Infektion verstärkt habe und die Reizung der Schleimhäute des Magens möglicherweise zu den beobachteten, vermeintlichen Karzinomen führte. Die von der Arbeitsgruppe veröffentlichten histologischen Aufnahmen der gutartigen Veränderungen weisen eine hohe Ähnlichkeit mit den Fotos Fibigers auf.
1952 wiederholten die beiden US-Amerikaner Claude R. Hitchcock und Elexious T. Bell an der University of Minnesota die Versuche von Fibiger. Sie modifizierten sie aber dahingehend, dass ein Teil der Versuchstiere mit ausreichend Vitamin A ernährt wurde, während der andere Teil mit diesem Vitamin unterversorgt war.
Fibiger hatte seine Versuchstiere mit Weißbrot und Wasser ernährt. Aus Gesprächen mit mehreren Bäckern recherchierten Hitchcock und Bell, dass Fibigers Weißbrot mit sehr hoher Wahrscheinlichkeit weder Eier noch Milch enthielt, also weitgehend frei von Vitamin A war. Bei ihren Versuchstieren mit Vitamin-A-Mangel fanden sie im Magen, neben der Nematodeninfektion, die von Fibiger beschriebenen weitreichenden „kanzerösen“ Papillome. Sie identifizierten diese Veränderungen als gutartig. Beim Studium von Fibigers Mikrofotogrammen kamen sie zu dem Ergebnis, dass es sich dabei ebenfalls um gutartige Veränderungen handelte.

## Fibigers Fehler
Kontrollierte Studien wurden zu der Zeit, als Fibiger seine Versuche durchführte, in der Krebsforschung kaum durchgeführt. Mit einer Vergleichsgruppe von Tieren, die unter identischen Bedingungen gehalten und statt mit infizierten Schaben mit nicht-infizierten Schaben gefüttert worden wären („Placebo-Gruppe“), wäre es mit hoher Wahrscheinlichkeit nicht zu einer Fehlinterpretation der Versuchsergebnisse gekommen. Fibiger selbst war paradoxerweise einer der ersten Wissenschaftler, der randomisierte kontrollierte Studien, beispielsweise bei seinen Diphtherie-Versuchen durchführte – allerdings nicht bei seinen Versuchen zum Spiropterakarzinom. Seine Versuchstiere waren im Wesentlichen wilde Ratten, die je nach Alter, vorheriger Lebensweise und Abstammung erhebliche unkontrollierte Schwankungen in jede Versuchsreihe brachten. Heute werden für wissenschaftliche Tierversuche speziell gezüchtete Tiere verwendet, die geringstmögliche Unterschiede aufweisen und gleichaltrig sind.
Zu Fibigers Zeiten war die Notwendigkeit einer ausgewogenen Ernährung der Versuchstiere unbekannt, ebenso, dass ein Mangel an Vitamin A die Ausbildung spontaner Tumoren begünstigt.

## Rezeption und Nachwirkung
Die mangelhafte Reproduzierbarkeit der experimentellen Krebsinduktion und die Fehler bei der Verleihung des Nobelpreises an Fibiger sorgten in den folgenden Jahren für eine erhebliche Verunsicherung des zuständigen Nobelkomitees. Es sollte 40 Jahre dauern, bis wieder einmal einem Onkologen der Preis zugesprochen wurde. Der hochbetagte Francis Peyton Rous erhielt ihn 1966 für „seine Entdeckungen auf dem Gebiet der tumorerzeugenden Viren“, die er bereits 1910 machte.
In den 1950er Jahren wurde mit dem Speiseröhrenwurm (Spirocerca lupi) ein dem Gongylonema neoplasticum ähnlicher Parasit identifiziert, der bei Hunden nachweislich Speiseröhrenkrebs hervorrufen kann.
Genau 70 Jahre nach Fibigers vermeintlicher Entdeckung des Spiropterakarzinoms entdeckten die beiden australischen Mediziner Barry Marshall und John Robin Warren 1983 bei Magenbiopsien von Gastritis-Patienten das Bakterium Helicobacter pylori. Sie stellten fest, dass dieses Bakterium für eine Reihe von Magenerkrankungen, insbesondere das Magenkarzinom, verantwortlich ist. Magenkrebserkrankungen sind nach Lungenkrebs die zweithäufigste krebsbedingte Todesursache, mit weltweit über 700.000 Todesfällen im Jahr. Marshall und Warren erhielten 2005 für ihre Arbeiten über H. pylori den Nobelpreis für Physiologie oder Medizin.
Das heute wissenschaftlich akzeptierte Modell der Krebsentstehung basiert auf den Arbeiten von Theodor Boveri und Karl Heinrich Bauer. Diesen Ergebnissen zufolge ist Krebs eine genetische Erkrankung. Der Übergang von Körperzellen in Tumorzellen findet durch eine Genveränderung statt. Äußere Faktoren wie bestimmte Reize, beispielsweise durch ionisierende Strahlung, bestimmte Chemikalien, Viren, Bakterien oder chronische Entzündungsprozesse können den Übergang ermöglichen oder zumindest beschleunigen. Bauers Mutationstheorie konnte experimentell mit Hilfe der DNA-Analyse gegen Ende des 20. Jahrhunderts bestätigt werden. Die Parasitentheorie ist daher heute obsolet, auch wenn bestimmte Parasiten durch chronische Reizung bösartige Tumoren auslösen können. Die anerkannte Kausalkette ist in diesem Fall: Parasit → chronischer Reiz = chronische Entzündung → Genveränderung → Tumor und nicht Parasit → Tumor.
Unabhängig von diesen Erkenntnissen werden auch heute noch in bestimmten alternativmedizinischen Kreisen andere Thesen zur Krebsentstehung vertreten. Beispielsweise verbreitet die russische Chemikerin Tamara Lebedewa seit Mitte der 1990er Jahre die Behauptung, dass alle Krebserkrankungen durch den Einzeller Trichomonas vaginalis ausgelöst werden. Auch die sogenannte Clark-Therapie basiert auf der Theorie, dass Krebs ausnahmslos durch Parasiten, insbesondere Egel, wie beispielsweise den Riesendarmegel, verursacht wird.